# Анвард
Анвард е замък, град, столица и център на властта на планинската страна Арченланд, разположена на юг от страната Нарния. Двете страни са в добри отношения. Направен е от червено-кафяви камъни на зелена поляна в близост до гори и заобиколен от планини. В романите това е единственият град на Арченланд за когото се спомянава в „Брий и неговото момче“.